# Хашим Саєд Іса
Хашим Саєд Іса Хасан Радхі Хашим (араб. هاشم سيد عيسى حسن رضي هاشم, нар. 3 квітня 1998) — бахрейнський футболіст, який грає на позиції нападника в клубі «Аль-Ріффа» та національній збірній Бахрейну.

## Клубна кар'єра
У професійному футболі Хашим Саєд Іса дебютував у 2016 році в складі клубу «Малкія», і в першому ж сезоні став у складі клубу чемпіоном Бахрейну. У 2019 році футболіст перейшов до складу клубу «Аль-Ріффа», де в сезонах 2020—2021 років та 2021—2022 років знову став чемпіоном країни.

## Виступи за збірну
У 2017 році Хашим Саєд Іса дебютував у складі національної збірної Бахрейну. наступного року футболіст також залучався до складу молодіжної збірної Бахрейну, у складі посиленого варіанту якої брав участь у футбольному турнірі Азійських ігор. У складі національної збірної футболіст на початок 2024 року зіграв 17 матчів, у яких відзначився 6 забитими м'ячами.